# Juan Nsue Edjang Mayé
Juan Nsue Edjang Mayé (ur. 9 listopada 1957 w Mikomeseng) – duchowny katolicki z Gwinei Równikowej, arcybiskup Malabo od 2015.

## Życiorys

### Prezbiterat
Święcenia kapłańskie otrzymał 25 marca 1995 i został inkardynowany do archidiecezji Malabo. Był m.in. proboszczem parafii katedralnej, ekonomem archidiecezjalnym oraz ojcem duchownym i wychowawcą seminarium w Bata.

### Episkopat
19 lutego 2011 papież Benedykt XVI mianował go biskupem ordynariuszem diecezji Ebebiyin. Sakry biskupiej 7 maja 2011 udzielił mu ówczesny nuncjusz apostolski w Gwinei Równikowej - arcybiskup Piero Pioppo.
11 lutego 2015 został mianowany arcybiskupem metropolitą Malabo.
W styczniu 2017 został wybrany przewodniczącym Konferencji Episkopatu Gwinei Równikowej, a pół roku później został także przewodniczącym stowarzyszenia skupiającego Konferencje Biskupów z rejonu środkowej Afryki.